# Musée de l'or
 (novembre 2018).
Si vous disposez d'ouvrages ou d'articles de référence ou si vous connaissez des sites web de qualité traitant du thème abordé ici, merci de compléter l'article en donnant les références utiles à sa vérifiabilité et en les liant à la section « Notes et références ».
Pour les articles homonymes, voir Musée de l'or (homonymie).
Le musée de l'or de la Banque de la république de Colombie est situé à Bogota dans la 16e rue aux nos 5 et 6.
Il abrite la plus importante collection d'orfèvrerie pré-hispanique du monde avec près de 35 000 objets en or et en tombac et près de trente mille autres en céramique, en pierre, en coquillage, en os et en textile, dont dix pour cent sont exposés dans les installations du musée à Bogota, situé en face du parc Santander. Les objets proviennent pour l'essentiel de la Cordillère des Andes, de la côte caraïbe et de la Sierra Nevada de Santa Marta. Sa collection qui montre également des momies, témoigne des talents en orfèvrerie des civilisations préhispaniques.
Dans ce musée, il est possible d'admirer différentes pièces des cultures indigènes de Colombie, avec les styles distinctifs de plusieurs grandes régions productrices : Calima, Chibchas, Nariño, Quimbaya, Sinú, Tayrona, San Agustín, Tierradentro et Tolima entre autres.

## Mythe deEl Dorado
Pour l'intronisation du nouveau Zipa, roi de Bacatá, le peuple accomplissait un acte politico-religieux qui consistait avant la cérémonie à respecter un temps d'abstinence au cours duquel étaient préparés les plus beaux objets et mets pour cette grande fête. Le nouveau souverain devait ensuite parcourir sur une barque la lagune sacrée de Guatavita qui abritait selon la légende la dépouille de l'épouse et de la fille de l'ancien roi de Guatavita. La lagune est ainsi devenue un lieu de culte et les offrandes offertes par le peuple lors de la cérémonie d'intronisation permettaient d'apaiser la douleur du roi. La coutume consistait à couvrir d'or le corps du futur souverain et d'offrir des trésors à la déesse Guatavita en les jetant au milieu de la lagune.
C'est avec cette tradition qu'est né le mythe de El Dorado, mais la cérémonie était bien réelle car de nombreux objets retrouvés dans la lagune, présentés au musée de l'Or de Bogota, en témoignent, tel le « radeau de l'El Dorado ».

## Structure du musée
Au premier étage se trouve une introduction qui définit le contexte géographique et historique de chaque culture et explique les caractéristiques et les particularités de son art. Des modèles illustrent la question, ainsi celui de la Cité Perdue nos montre à quoi elle ressemblerait si elle était habitée. Dans chaque section des panneaux comportent des notes explicatives, en anglais et en espagnol, sur ce que l'on montre dans les salles.
Après la rénovation, l'exposition permanente du musée est organisée en cinq salles avec des artefacts et une salle qui encourage l'interaction des visiteurs. Il comprend également au sous-sol un auditorium et la salle des expositions temporaires, un café, un café-restaurant et un magasin de souvenirs.

## Expositions
Le musée de l'or expose des collections permanentes dans tous les sites, mais un échange d'objets permet d'offrir aux visiteurs de tous les musées l'occasion de voir des objets qu'ils ne pourraient pas trouver ailleurs, tout le monde n'a pas la possibilité de voir les expositions du musée ethnographique à Leticia, mais grâce à la politique d'échange, on peut les voir ailleurs.
Depuis 1945, le musée de l'or collabore également avec d'autres musées, organisant des expositions temporaires dans le monde entier, ce qui permet à tous de voir une partie de la grande richesse culturelle des civilisations précolombiennes.
Parmi d'autres pièces importantes figure le radeau Muisca (ci-dessus) (Balsa Muisca) qui a été découvert dans la ville de Pasca, près de Bogota. Muisca se rapporte à une culture archéologique de Colombie mais aussi à une langue, la langue Muisca qui appartient au groupe des langues chibchanes, ce qui rattache les premières populations du Nord et Nord-Ouest de la Colombie à de nombreuses autres, au Panama, Costa Rica et jusqu'an Nicaragua.
En 2004 a commencé le programme d'extension du musée de l'or et de rénovation de son siège principal, dont la première phase s'est achevée la même année et en décembre 2006 a débuté la deuxième étape du travail qui s'est achevée en 2008.

Objets représentatifs de la collection
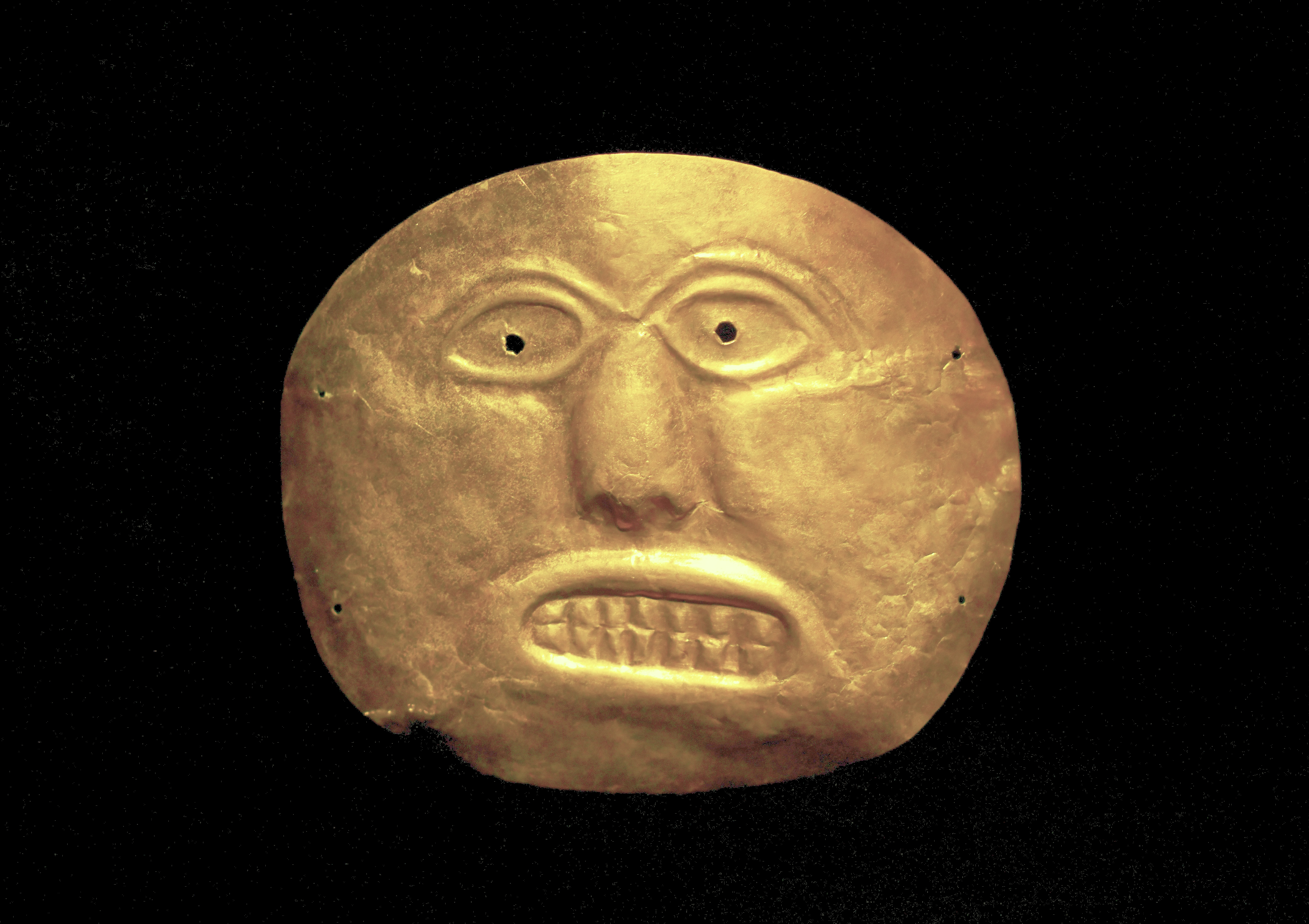
Masque anthropomorphe. Calima, période Ilama. 1600 AEC - 100 EC. Or, 17 x 19,7 cm[2].
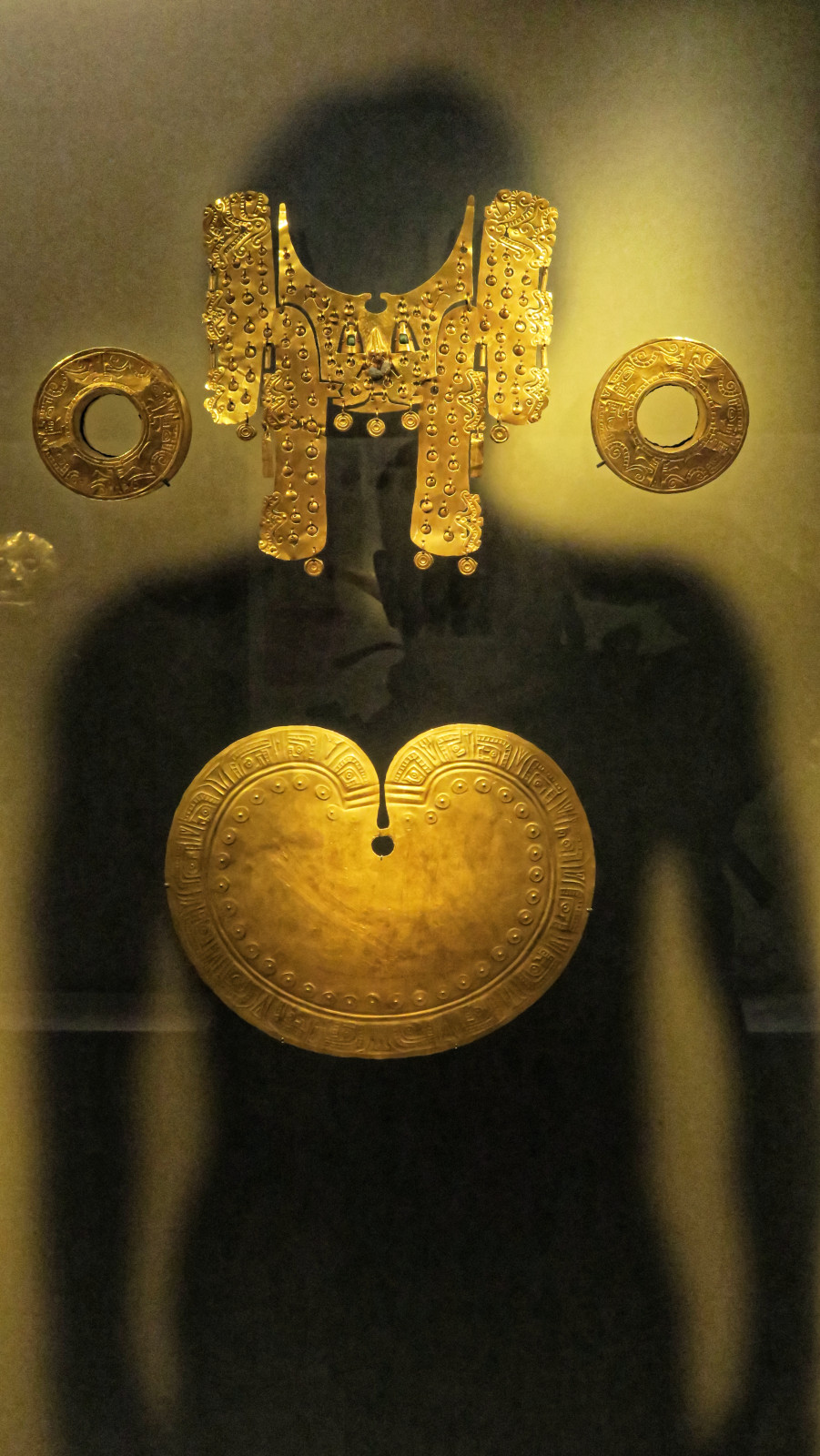
Régalia d'une tombe Calima, période Yotoco, 100 AEC - 100 EC. Les plaques circulaires sur l'anneau nasal imitent les taches du jaguar[3].
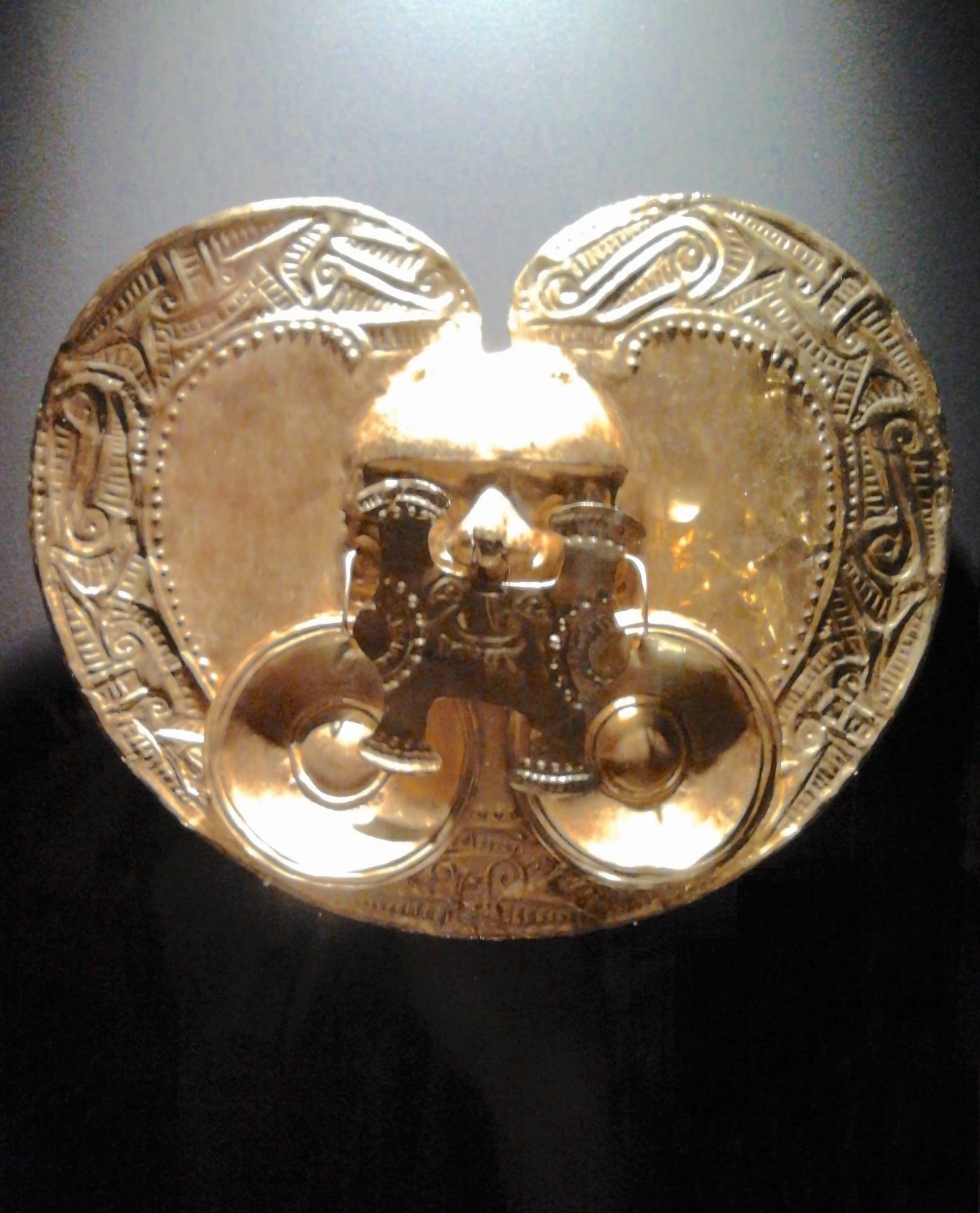
Pectoral Calima-Yotoco, Ier – VIIe siècle EC. Or.
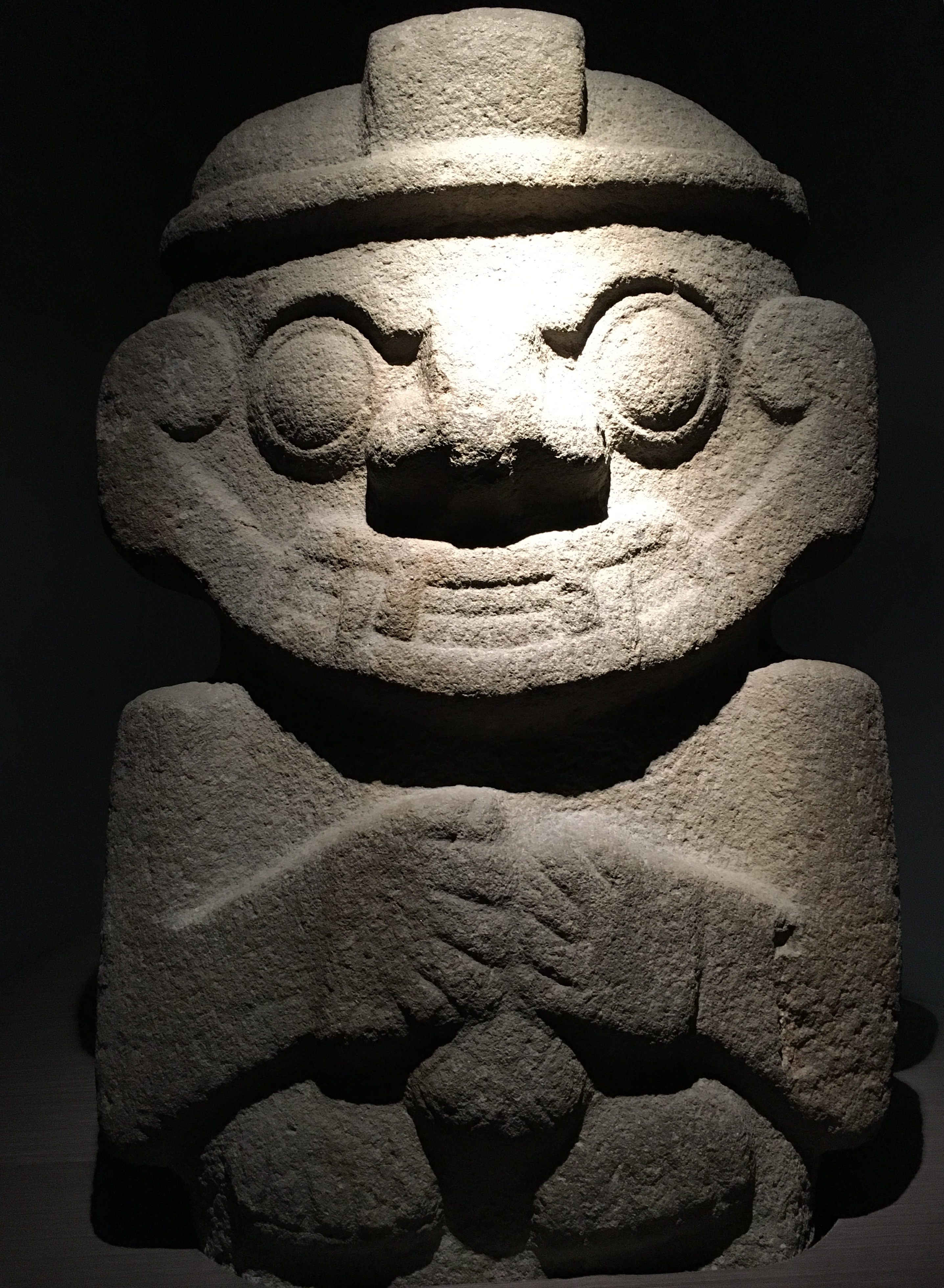
Homme-jaguard. Site de San Agustín, Ier – VIIIe siècle EC[4].
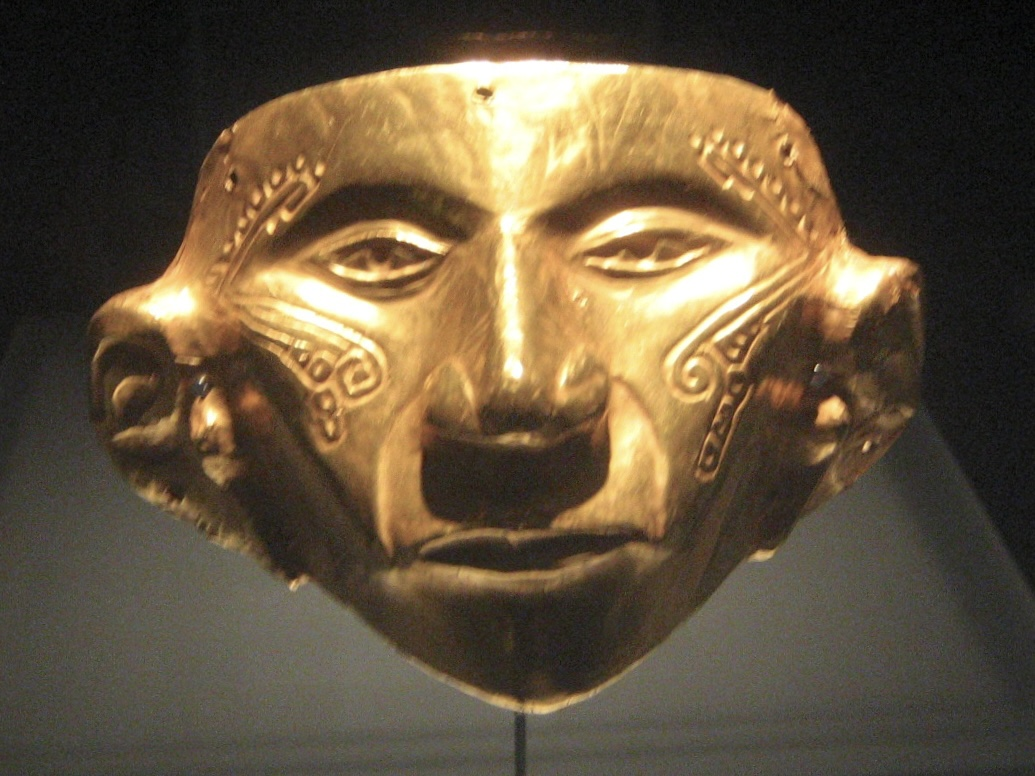
Masque anthropomorphe. Or, 8,7 x 12,7 cm. Tierradentro, Páez (Cauca), 200 AEC - 900 EC
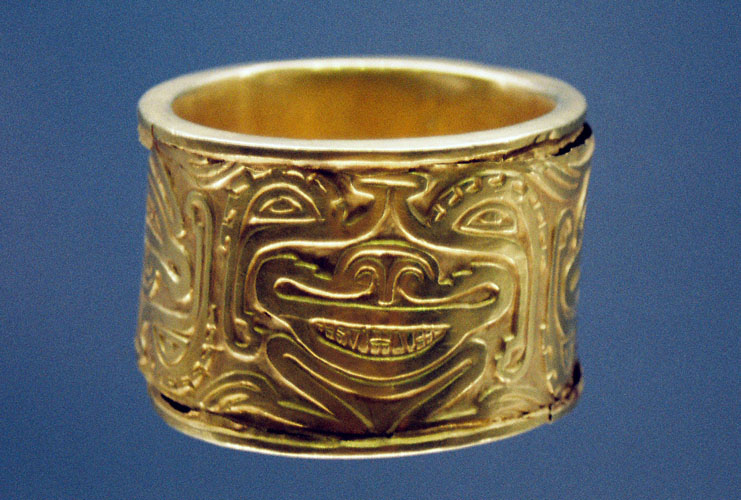
Bracelet[6]. Alto Magdalena - Tierradentro moyen. Río Chiquito, Páez (Cauca) 150-900 EC. Or. 5,4 x 8 cm
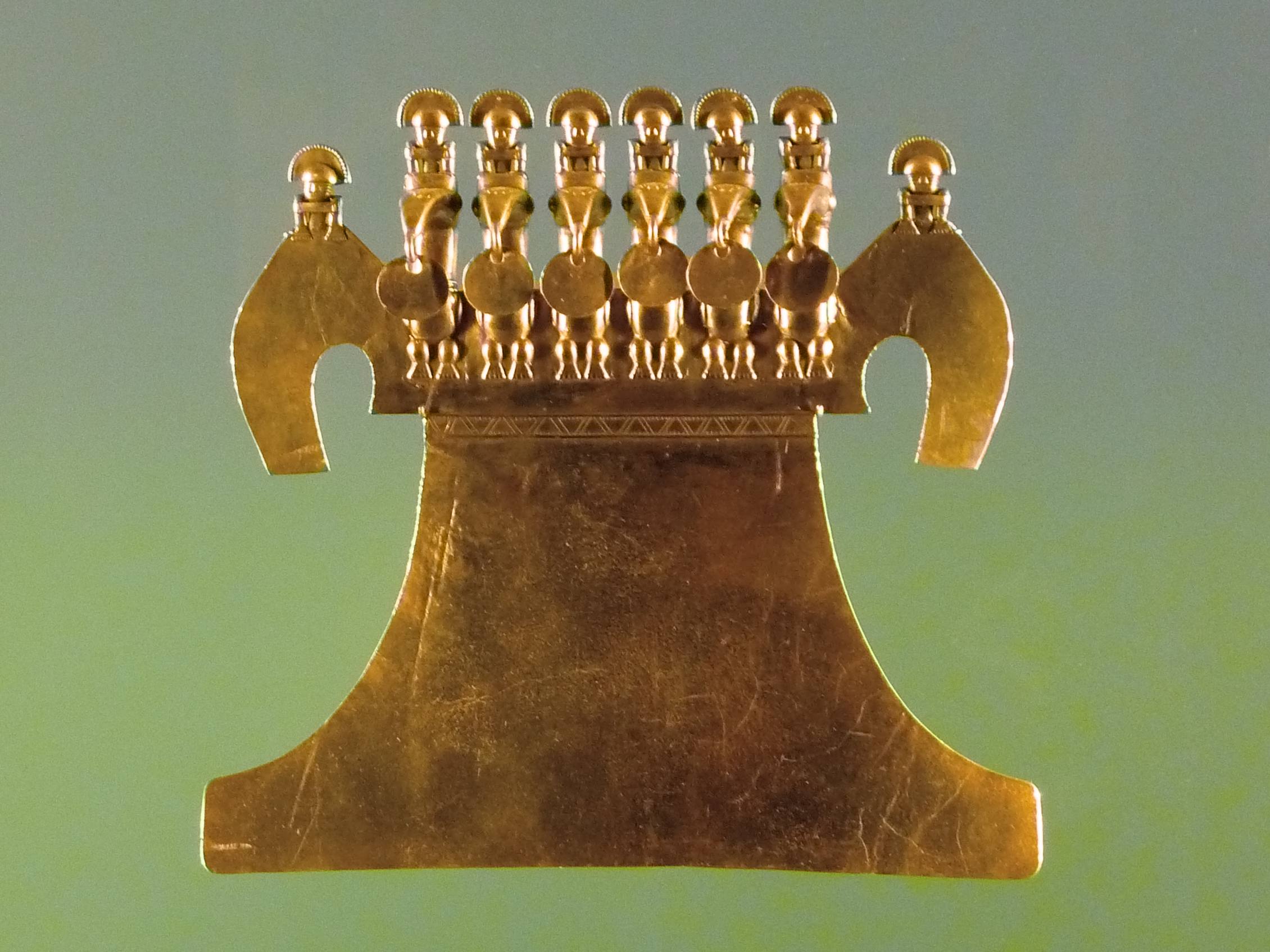
Pectoral. 21 x 22 cm. Six oiseaux aux ailes repliées, figures humaines accroupies sur leurs têtes. Tumbaga. Muisca, 600-1600 EC. Guatavita, Cundinamarca
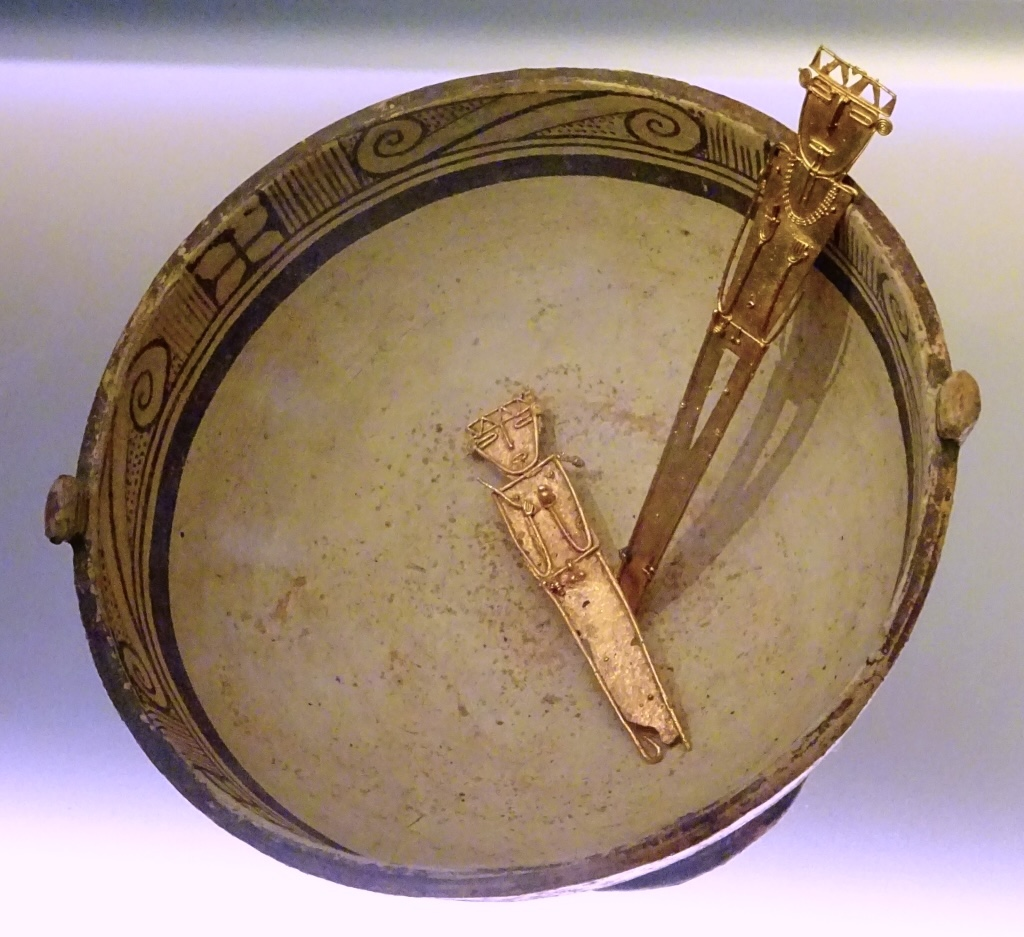
Tunjos dans un bol Muisca
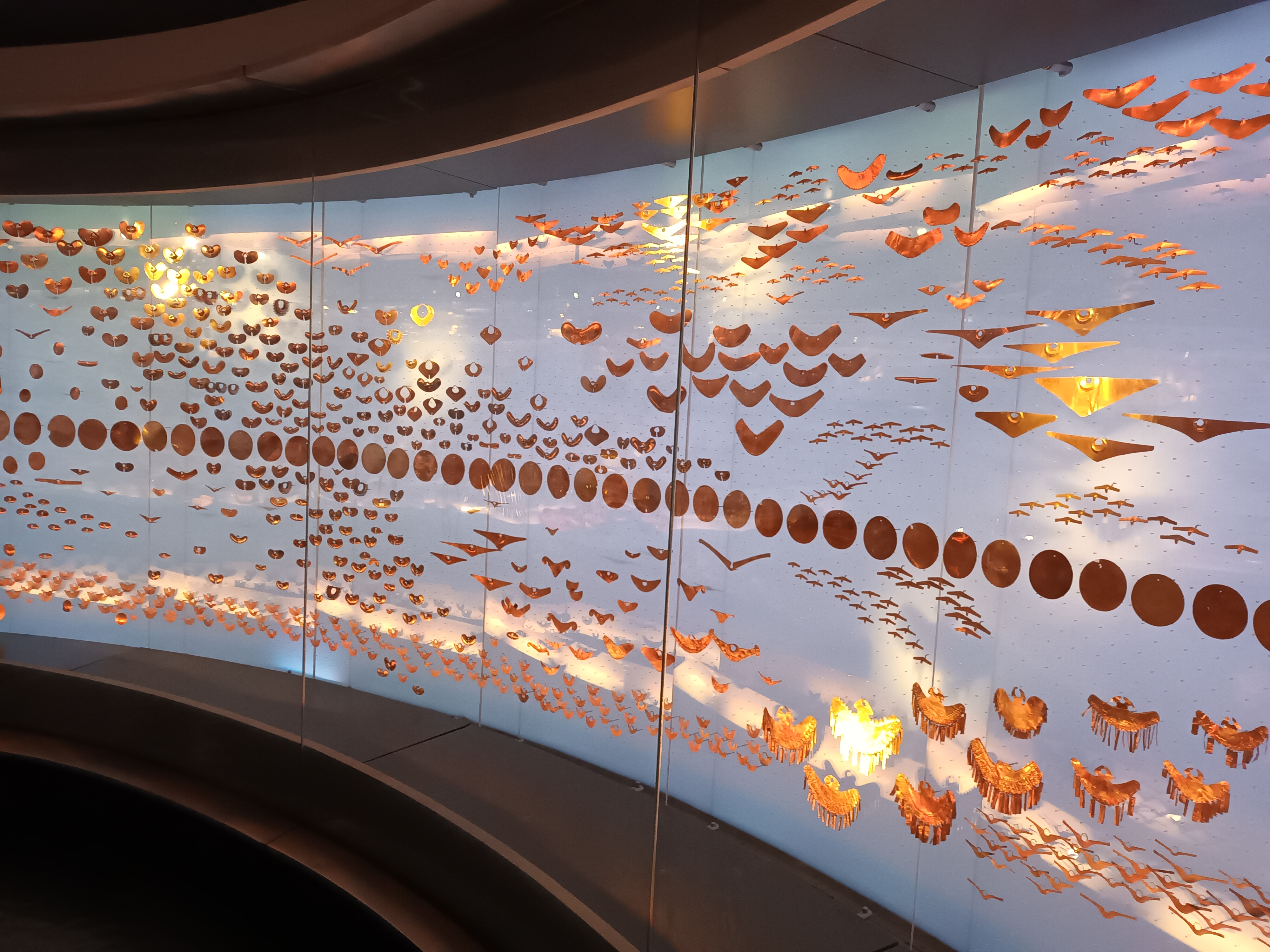
Offrandes Muisca au lac de Guatavita. Salle des offrandes. Musée de l'or.
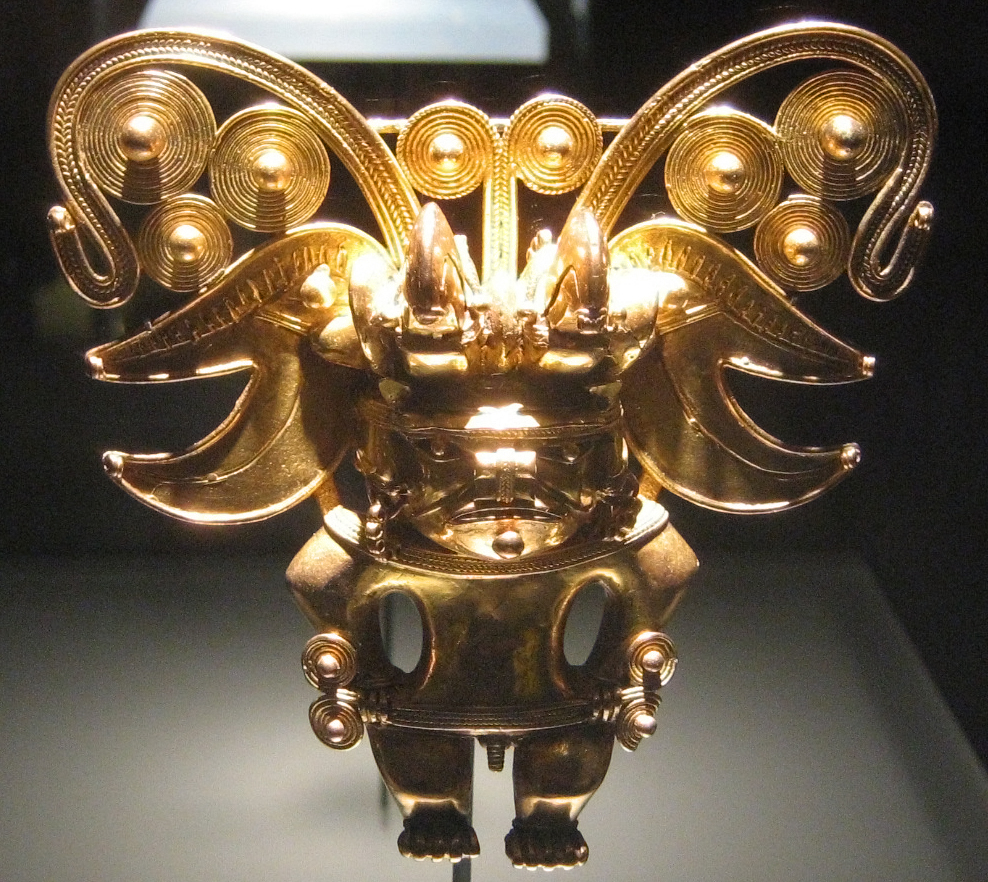
Pendentif Tairona, côte caraïbe 900-1600. Tumbaga (alliage d'or et de cuivre). 10,6 x 11,3 cm. Origine : San Pedro de la Sierra, Ciénaga

## Horaires et accès
Le musée de l'or est situé sur la côté orientale du Parque de Santander, à l'angle de la 16e rue et la Carrera 6. Il est accessible en fauteuil roulant.
Le musée est ouvert du mardi au samedi de 9 h à 18 h, ainsi que les dimanches et jours fériés de 10 h à 16 h. Fermé le lundi, ainsi que le 1er janvier et le Vendredi saint.
Prix d'entrée :
- Mardi au samedi : 4 000 pesos colombiens. Entrée gratuite pour les enfants de moins de 12 ans et les adultes de plus de 60 ans ;
- Dimanches : entrée libre.

Heures de visites guidées du mardi au samedi (fermé le lundi) : 
- en espagnol : 9 h 30, 12 h et 14 h 30 ;
- en anglais : 11 h et 16 h.

 Le musée est desservi à 80 m par la Station de TransMilenio : Museo del Oro.

## Musées régionaux
La Banque de la République parraine d'autres succursales du musée de l'or à travers toute la Colombie : 
- Musée de l'or Tayrona, dans la ville de Santa Marta ;
- Musée de l'or Zenú, dans la ville de Carthagène ;
- Musée de l'or Quimbaya, dans la ville d'Armenia ;
- Musée de l'or Quimbaya, dans la ville de Manizales ;
- Musée de l'or Calima, dans la ville de Cali ;
- Musée de l'or Nariño, dans la ville de Pasto ;
- Musée de l'or Nariño, dans la ville d'Ipiales ;
- Musée ethnographique dans la ville de Leticia.